# Kothipura, Kunigal
Kothipura là một làng thuộc tehsil Kunigal, huyện Tumkur, bang Karnataka, Ấn Độ.